# Пискунов, Василий Григорьевич
Василий Григорьевич Пискунов (1919—1994) — капитан Советской Армии, участник Великой Отечественной войны, Герой Советского Союза (1944).

## Биография
Василий Пискунов родился 28 февраля 1919 года в селе Тихие Горы (ныне — Елабужский район Татарстана). После окончания девяти классов школы работал сначала в колхозе, затем на заводе в Дзержинске Горьковской области. В 1940 году Пискунов был призван на службу в Рабоче-крестьянскую Красную Армию. В 1941 году он окончил Энгельсскую военную авиационную школу лётчиков. С марта 1942 года — на фронтах Великой Отечественной войны.
К ноябрю 1943 года старший лейтенант Василий Пискунов был заместителем командира эскадрильи 232-го штурмового авиаполка 289-й штурмовой авиадивизии 8-й воздушной армии 4-го Украинского фронта. К тому времени он совершил 96 боевых вылетов на штурмовку скоплений боевой техники и живой силы противника, нанеся ему большие потери.
Указом Президиума Верховного Совета СССР от 13 апреля 1944 года старший лейтенант Василий Пискунов был удостоен высокого звания Героя Советского Союза с вручением ордена Ленина и медали «Золотая Звезда».
В январе 1945 года был тяжело ранен. В 1946 году в звании капитана Пискунов был уволен в запас. Проживал и работал в Астрахани. Скончался 16 ноября 1994 года.
Был также награждён двумя орденами Красного Знамени, орденом Александра Невского, двумя орденами Отечественной войны 1-й степени и рядом медалей.